# Републике Русије
Према Уставу, Руска Федерације је сачињена од 89 равноправних субјеката, од којих су 24 републике.
Републике заузимају 28,55% укупне површине Русије и у њима живи 17,95% становништва земље.
За разлику од покрајина и области, републике су национално-државни ентитети, тј. облик државности једног или другог народа у саставу Русије. За разлику од других субјеката Руске Федерације, републике усвајају властите уставе и имају право установити свој властити државни језик, а такође имају у пријестоницу.
Републике немају право кршења државног интегритета Руске Федерације, немају право напуштања њене структуре и немају суверенитет.
Већина данашњих република за вријеме Совјетског Савеза је имала статус аутономне совјетске социјалистичке републике (АССР), а неке су биле аутономне области. У оквиру Руске СФСР, оне су се сматрале субјектима федерације, као национално-државне творевине, за разлику од покрајина и области које су биле административно-територијалне јединице.

## Републике Руске Федерације
| | | |  |
| 1. Адигеја 2. Алтај 3. Башкортостан 4. Бурјатија 5. Дагестан 6. Ингушетија 7. Кабардино-Балкарија 8. Калмикија | 9. Карачајево-Черкезија 10. Карелија 11. Комија 12. Мариј Ел 13. Мордовија 14. Јакутија 15. Северна Осетија — Аланија 16. Татарстан | 17. Тува 18. Удмуртија 19. Хакасија 20. Чеченија 21. Чувашија 22. Крим1 23. Доњецка Народна2 24. Луганска Народна2 |  |

- 1 Припајање Крима Русији нема широко међународно признање.
- 2 Припајање јужне и источне Украјине Русији нема широко међународно признање.